# Adolf Heidenreich Droste zu Vischering (Domherr)
Adolf Heidenreich Freiherr Droste zu Vischering (* 13. Dezember 1699 im Wasserschloss Darfeld; † 15. Dezember 1747) war Domherr in Münster, Osnabrück und Minden.

## Leben

### Herkunft und Familie
Adolf Heidenreich Droste zu Vischering entstammte als Sohn des Christoph Heidenreich Droste zu Vischering und dessen Gemahlin Klara Brigitta von Galen zu Assen, Tochter des Johann Heinrich von Galen, einer der bedeutendsten westfälischen Adelsfamilien. Sein Bruder Maximilian Heidenreich (1684-175) war Amtsdroste und Geheimer Rat. Sein Zwillingsbruder Heidenreich Matthias (1699–1739) Kapitelsvikar und Geheimer Rat.

### Wirken
Mit dem Erhalt der Tonsur am 3. April 1706 wurde Adolf Heidenreich auf ein geistliches Leben vorbereitet. Mit päpstlicher Zustimmung wurde ihm 1721 eine münstersche Dompräbende zuteil. Auf seine Osnabrücker Präbende verzichtete er im gleichen Jahre zugunster des Domherrn Johann Franz Anton von Raesfeld zu Ostendorf. Adolf Heidenreich war neben dem Besitz einer Mindener Präbende auch Inhaber des Archidiakonats auf dem Drei sowie der Obödienz Blasii sive Sommersehl. Adolf Heidenreich war Subdiakon und unterstützte im Jahre 1726 Jobst Matthias von Twickel bei der Propsteiwahl.